# Janus (lune)
Pour les articles homonymes, voir Janus.
Janus (S X Janus) est un satellite naturel de Saturne.
Parce que Janus et Épiméthée partagent pratiquement la même orbite, la confusion régna longtemps sur leurs caractéristiques orbitales ; il est évidemment impossible de réconcilier les observations de deux corps distincts en une seule orbite.

## Découverte
La découverte de Janus est attribuée au premier observateur : Audouin Dollfus, le 15 décembre 1966 (désignation temporaire S/1966 S 2).
Auparavant, Jean Texereau avait photographié Janus le 29 octobre 1966 sans s'en apercevoir (IAUC 1995).
Le 18 décembre, Richard L. Walker fit une observation similaire qui est maintenant attribuée à Épiméthée.
Douze ans plus tard, en octobre 1978, Stephen M. Larson et John W. Fountain ont réalisé que les observations de 1966 correspondaient à deux objets distincts (Janus et Épiméthée) partageant la même orbite.
Janus fut également observé par la sonde Pioneer 11 lors de son passage saturnien le 1er septembre 1979 : trois compteurs de particules énergétiques observèrent son « ombre » (S/1979 S 2, Tom Gehrels et James A. van Allen, IAUC 3417).
Janus fut observé par Dan Pascu le 19 février 1980 (S/1980 S 1, IAUC 3454), puis par John W. Fountain, Stephen M. Larson, Harold J. Reitsema et Bradford A. Smith le 23 (S/1980 S 2, IAUC 3456).
La sonde Voyager 1 confirma définitivement son existence le 1er mars 1980.
Toutes ces personnes partagent donc, à des degrés divers, le titre de découvreur de Janus.

## Orbite

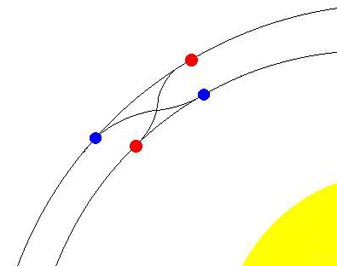
Relation orbitale entre les deux lunes co-orbitales de Saturne, Janus et Épiméthée.

Janus partage la même orbite avec Épiméthée constituant ensemble des satellites "co-orbitaux". En fait, les orbites de Janus et d'Épiméthée ne sont distantes que d'environ 50 km et, vu leurs dimensions excédant les 100 km de large, ils ne pourraient donc passer l'un à côté de l'autre sans se heurter. Épiméthée et Janus pourraient provenir d'un même objet qui se serait scindé en deux, mais cette séparation serait alors très ancienne. Tous les quatre ans environ, ils se rapprochent l'un de l'autre et « échangent » alors leurs orbites : le plus intérieur devient le plus extérieur, et inversement. La lune intérieure rattrape la lune extérieure par derrière et son attraction gravitationnelle ralentit cette dernière qui « tombe » alors sur l'orbite intérieure, tandis que la lune intérieure est accélérée par l'attraction de la lune extérieure et « monte » donc sur l'orbite extérieure. Le processus d'échange de moment cinétique fait qu'en réalité Janus et Épiméthée ne s'approchent jamais à moins de 15 000 km environ  l'un de l'autre. L'échange d'orbite survenu en janvier 2006 a été photographié par la sonde Cassini. 
Le rayon orbital indiqué ici était valide le 1er juillet 1981.
C'est le seul exemple connu de lunes co-orbitales dans le système solaire.

## Surface
La surface de Janus est couverte de cratères dont plusieurs de plus de 30 kilomètres de diamètre, mais présente peu d'autres structures de surface. Si on la compare avec ses voisines, sa surface semble plus ancienne que celle de Prométhée mais plus récente que celle de Pandore. Étant donné sa densité très faible et son albédo très élevé, la plupart des observateurs supposent qu'il s'agit d'un corps très poreux comportant beaucoup de glace d'eau.

## Anneau
La sonde Cassini a mis en évidence en 2006 la présence d'un très faible anneau de poussières au voisinage des orbites de Janus et d'Épiméthée, dont l'extension radiale serait de 5 000 km environ. Ces particules proviendraient des impacts de météores entrant en collision avec la surface des deux petits corps.

## Topologie

### Cratères
Les cratères de Janus (comme ceux d'Épiméthée) font référence à la légende de Castor et Pollux :
| Cratères | Nommé d'après :           |
| -------- | ------------------------- |
| Castor   | Castor                    |
| Idas     | Idas                      |
| Lynceus  | Lyncée                    |
| Phoibe   | Phœbé (fille de Leucippe) |